# Bike Aid
O Bike Aid (Código UCI: BAI) é uma equipa ciclista alemã de categoria continental desde a temporada de 2014. A maioria dos seus ciclistas são da Eritreia e da Alemanha.

## Classificações UCI
As classificações da equipa e de sua ciclista mais destacado são as seguintes:

### UCI Africa Tour
| Temporada | Classificação por equipas | Melhor corredor  | Posição |
| 2013-2014 | 3º                        | Mekseb Debesay   | 1º      |
| 2015      | 4º                        | Mekseb Debesay   | 5º      |
| 2016      | 7º                        | Meron Teshome    | 33º     |
| 2017      | 1º                        | Meron Teshome    | 4º      |
| 2018      | 6º                        | Nikodemus Holler | 16º     |

### UCI America Tour
| Temporada | Classificação por equipas | Melhor corredor | Posição |
| 2015      | 48º                       | Yannick Mayer   | 315º    |

### UCI Asia Tour
| Temporada | Classificação por equipas | Melhor corredor  | Posição |
| 2013-2014 | 76º                       | Mekseb Debesay   | 370º    |
| 2015      | 73º                       | Meron Amanuel    | 296º    |
| 2016      | 57º                       | Nikodemus Holler | 182º    |
| 2017      | 75º                       | Tino Thömel      | 359º    |
| 2018      | 22º                       | Meron Abraham    | 67º     |

### UCI Europe Tour
| Temporada | Classificação por equipas | Melhor corredor  | Posição |
| 2016      | 130º                      | Nikodemus Holler | 1267º   |
| 2017      | 119º                      | Nikodemus Holler | 1021º   |
| 2018      | 89º                       | Nikodemus Holler | 516º    |
| 2019      | 48º                       | Aaron Grosser    | 484º    |

## Palmarés
Para anos anteriores veja-se: Palmarés da Bike Aid.

### Palmarés de 2020

#### Circuitos Continentais da UCI
| Datas | Circuito | Carreiras | Ganhador |

## Elencos
Para anos anteriores, veja-se Elencos da Bike Aid

### Elenco de 2020
| Nome                | Nascimento | Nacionalidade | Equipa de 2019           |
| Daniel Bichlmann    | 18/08/1988 | Alemanha      | Bike Aid                 |
| Lucas Carstensen    | 16/06/1994 | Alemanha      | Bike Aid                 |
| Jesse de Rooij      | 02/01/1999 | Países Baixos | Neoprofesional           |
| Mekseb Debesay      | 16/06/1991 | Eritreia      | Bike Aid                 |
| Frederik Dombrowski | 08/01/1992 | Alemanha      | Dauner D&DQ-Akkon (2018) |
| Aaron Grosser       | 06/10/1996 | Alemanha      | Bike Aid                 |
| Clint Hendricks     | 26/09/1991 | África do Sul | ProTouch                 |
| Nikodemus Holler    | 04/05/1991 | Alemanha      | Bike Aid                 |
| Suleiman Kangangi   | 09/12/1988 | Quênia        | Bike Aid                 |
| Salim Kipkemboi     | 30/11/1998 | Quênia        | Bike Aid                 |
| Matthias Schnapka   | 27/07/1980 | Alemanha      | Bike Aid                 |
| Adne van Engelen    | 16/03/1993 | Países Baixos | Bike Aid                 |
| Justin Wolf         | 15/10/1992 | Alemanha      | Bike Aid                 |